# Rat na Veneri
"Rat na Veneri" (japanski "ヴイナス戦記"/"Vinasu Senki") je japanska manga i anime ZF ratni akcijski film iz 1989. kojeg je režirao sam autor stripa Yoshikazu Yasuhiko. Kroz priču o sukobu dvaju izmišljenih država na Veneri, film obrađuje realistične teme psiholoških posljedica rata, okupacije i čežnje za slobodom.

## Radnja
2003., ledeni komet je pao na Veneru. Zbog posljedice sudara, orbita planete se ubrzala a led je značajno ohladio površinu tla i stvorio oceane. Ljudski rod je odmah iskoristio tu priliku i poslao astronaute u svemirskim brodovima 2007. da bi kolonizacija potom započela već 2018., što se smatra početkom mjerenja kalendara Venere. Do 2089., Venerino stanovništvo se već broji u milijunima te je podijeljeno na dvije države: sjeverni kontinent Ishtar Terra i južni Aphrodite Terra, u obliku države Aphrodije. Građanski rat je buknuo između te dvije nacije pa novinarka Susan Sommers stiže sa Zemlje kako bi napravila reportažu o sukobu. Nakon što su je pregledali na carini, ona otiđe u Io, glavni grad Aphrodije, i u nekom kafiću sretne svojeg doušnika koji tvrdi da bi novi napad mogao buknuti svaki tren. Dok na televiziji traje prijenos utrke motociklista, iznenada se prekidaju sve veze jer je vojska Ishtara krenula u invaziju Aphrodije. Ogromni tenkovi granatiraju zgrade i izazovu paniku i bijeg ljudi, osim Susan koja je oduševljena što s kamerom može snimiti povijesni događaj uživo. Grad Io pada za jedan dan i Ishtar ga stavlja pod okupaciju jer Ishtarski general Donner želi prisilno ujediniti cijelu Veneru u jednu naciju. Gotovo svi Aphrodijini političari i policajci pristaju na kolaboraciju.
Hiro, jedan od članova motociklista i građanin Aphrodije, se sve više počinje buniti protiv prisutnosti vojnika Ishtara u njegovom gradu. Njegova djevojka Maggy se isprva pravi kao da se ništa nije ni dogodilo, no policijski sat i vladavina generala Donnera su nešto što se ne može ignorirati. Kada vojnici usred policijskog sata napadnu Hiroa jer se našao u tuđem stanu, ovaj ranjen uspije pobjeći te zajedno s prijateljicom Mirandom i drugim kolegama iz motociklističkog kluba, pokrenu gerilski otpor snagama Ishtara. U napadu na gotovo neuništiv tenk, Hiro uspije pobijediti kada s dizalicom uništi vozilo, no njegov menadžer Gary pogiba. Tada ih unovače "profesionalni" pripadnici otpora, na čelu s poručnikom Kurtzom. Susan ih prati u nadi da će dobiti dobru priču, no prestravi se kada jedan njen prijatelj, Will, pogiba u bitci. Ona odlazi natrag u Io te dogovori intervju s Donnerom, samo da bi otkrila pištolj, željna osvete zbog toliko pobijeih nevinih ljudi u ratu. Ipak, pošto nije oslobodila osigurač, ovaj ju zarobi. Pokret otpora pokrene vojno-oslobodilačku akciju na Io, u kojoj pogiba Donner u tenku kada ispaljuje rafal na uzlaznu stazu - kako bi pogodio Hira - koja se potom uruši na njega. Bez svojeg vođe, Ishtar se povlači i Io je oslobođen. Hiro ponovno sretne Maggy a Sue se vrati na Zemlju s ekskluzivnom pričom.

## Glume
- Katsuhida Uekusa - Hiro
- Eriko Hara - Susan Sommers
- Kaneto Shiozawa - general Donner
- Yuko Sasaki - Miranda
- Yuko Mizutani - Maggie
- Goro Naya - Gary
- Hiroshi Kawaguchi - Tao

## Kritike
U recenziji na siteu The Anime Critic, "Rat na Veneri" dobio je 3.5 od 5 zvijezde:
"Da budem iskren, nije me baš bilo briga za likove. Bili su solidno razrađeni, no izuzev temeljnih crta ličnosti, nisu bili osobito zanimljivi. Čak je i junak Hiro bio pomalo blijed. Ono što mi se stvarno dopalo bio je osjećaj rata koji sam dobio od filma. Mračan i istrajan svijet Venere je prekrasno ulovljen kroz izgled grada. Bitke su režirane u polurealističnom načinu, s metcima i pucnjavama koji su nadopunjeni dobrim zvučnim efektima..."Rat na Veneri" je razmjerno zabavan film sa zdravom dozom akcije i mračnog tona."
Na siteu Anime World, film je dobio 4.5 od 5 zvijezda:
"Anime klasik "Rat na Veneri" je dugometražni, kvalitetan film...To je također i vizualni spektakl - tim impresivniji kada razmislite koliko je star. Animacija je tečna a ratne sekvence su apsolutno zadivljujuće - uglađene i vrlo realistične. Animacijski dizajn je također općenito dobar, iako staromodni dizajni likova možda nisu za svačiji ukus."
Na siteu Animebottle, film je dobio ocjenu "vrlo dobar":
"Ako tražite klasičan anime stare škole, "Rat na Veneri" je jedan od njih. Napravljen u 80-ima, film spaja ZF s uzbudljivom vojnom akcijom. Naracija je razmjerno jednako podijeljena na tri čina: prvi je okupacija Aphrodije, drugi je otpor a treći pokriva Aphrodijinu protuofenzivu i kraj rata."

## Vanjske poveznice
- Rat na Veneri u internetskoj bazi filmova IMDb-a
- Rat na Veneri na Anime News Network Encyclopedia
- Rat na Veneri na AnimeNfo.Com